# さよならシンシア
『さよならシンシア』 (Good-by Cynthia) は、南沙織通算3枚目で最後のライヴ・アルバム（LP、CDともに2枚組）。1978年12月5日発売。発売元はCBSソニー。

## 解説
- LP帯コピー：さよならは美しく、そんなお別れも素敵だと思いながら でも涙があふれてとまらなかった……沙織
- シンシアのラスト・ステージ「さよならコンサート」最終日（1978年10月7日・調布市市民福祉会館）を実況録音した作品。
- 自身のシングル・ヒット・ナンバーを、概ねリリース順に披露した。合間にアルバム・ナンバーも数曲織り込み、未スタジオ・レコーディング曲の「懐かしい日々」やカヴァー・ソング「二人でお茶を」「GIVE YOUR BEST」などを収録。また、 曲間のMCも収録されている。
- LPでの発売から約6年3か月後、1985年3月21日にCD化された。全3枚のライヴ盤中、初CD化された作品であることのみならず、オリジナル・アルバムを含めた全LPリリース作品でも、最初にCD化されたタイトルが当アルバムである[1]。
- 『Good-by Cynthia』の音源の殆どは、ソニーミュージックのインターネット・サイト「Sony Music Shop」で通販専用商品として現行販売されている6枚組CD-BOX『Cynthia Memories』で聴くことが出来る。

## 収録曲
- 全編曲：荒川達彦

### Disc 1
1. グッバイガール
元々は、1978年10月1日発売のアルバム『Simplicity』に英語のカヴァーが収録されていた。
ステージで披露された日本語詞ヴァージョンがリリースされたのは、コンサート後の同年10月21日。
2. 懐かしい日々
  - 作詞：有馬三恵子、作曲：荒川達彦

スタジオ録音音源の存在しない新曲。自身の歌手生活を綴ったような詞になっている。
作詞した有馬を紹介するシンシアと有馬の声を、終盤の「私の出発」で聴くことが出来る。
3. 17才
4. 潮風のメロディ
5. 純潔
6. 哀愁のページ
7. 傷つく世代
8. 色づく街
9. ひとかけらの純情
10. 女性
11. 想い出通り
12. 人恋しくて
13. 六本木
スタジオ録音版は『人恋しくて』（1975.12.5）収録
合間にバック・ミュージシャンの名前が紹介される。

### Disc 2
1. ひとねむり
2. 哀しい妖精
3. ゆれる午後
4. 街角のラブソング
5. 魚たちはどこへ
スタジオ録音版は『早春のハーモニー』（1972.12.21）収録
6. 二人でお茶を　（原題: TEA FOR TWO）
  - 作詞：Irving Caesar、作曲：Vincent Youmans
7. 青春に恥じないように
8. 春の予感 -I've been mellow-
9. Ms. （ミズ）
10. GIVE YOUR BEST
  - 作詞・作曲：Barry Gibb・Maurice Gibb・Robbin Gibb
  - オリジナル歌唱：The Bee Gees

映画『小さな恋のメロディ』挿入歌。『潮風のメロディ』（1971.12.1）ではメイン・テーマ「MELODY FAIR」をカヴァーした。
11. 私の出発
スタジオ録音版は『20才まえ』（1973.9.21）収録
12. 17才